# 池田年穂

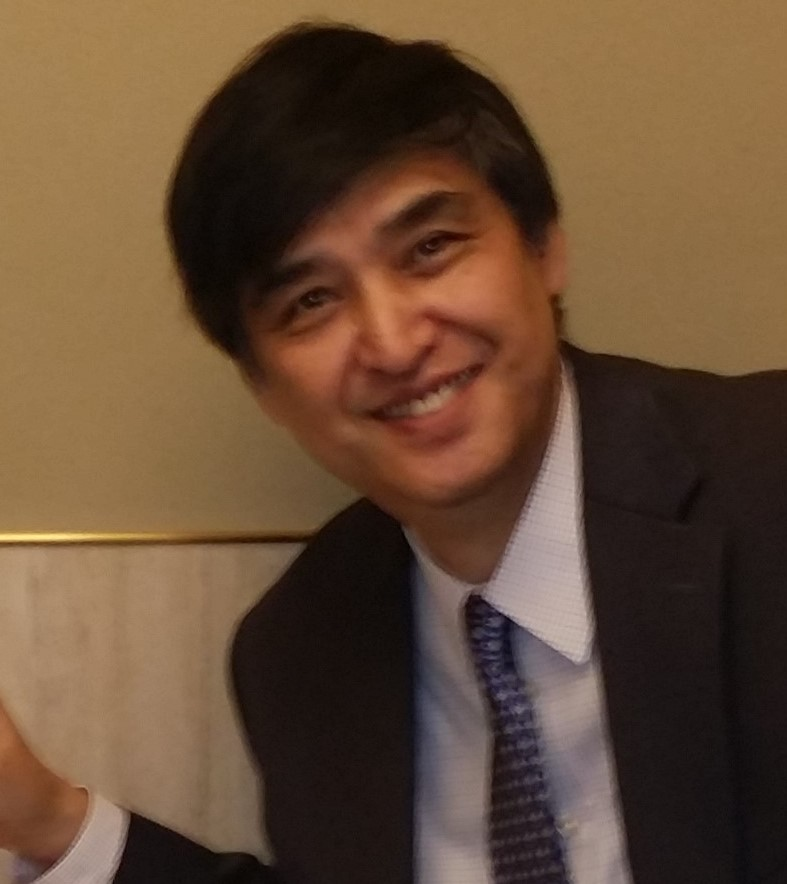
Introducing Prof. Timothy Snyder 2017.1.12

池田 年穂（いけだ としほ、1950年 - ）は慶應義塾大学名誉教授。歴史学者、翻訳家。専門は、移民論、移民文学、アメリカ社会史。ティモシー・スナイダーやタナハシ・コーツの著作のわが国における紹介者として知られる。  

## 人物・来歴・受賞
1950年横浜市に生まれる。横浜国立大学学芸学部附属横浜小学校・同中学校、東京学芸大学附属高等学校卒業。慶應義塾大学文学部史学科卒業、同修士課程修了。海保眞夫、可児弘明、上村達雄らの謦咳に接する。海保眞夫の遺志を継いで、2009年以降は翻訳にも力を入れるようになる。論文には移民関係のものが多いが、「福原有信と揺籃期の近代薬事制度」（共著者1名　1997年）は、「日本における化学史文献：日本篇」化学史研究Vol.34 （2007年）にも選ばれている。
2015年3月に、学内の各種役職、一橋大学・東京外国語大学講師、比較文明学会等の役員などを務めながら、慶應義塾大学の定年を迎えた。最終講義は2015年3月7日に「翻訳の世界―Traduttore, traditore!」と題して行った。
ユエンフォン・ウーン著『生寡婦（グラスウィドウ）――広東からカナダへ、家族の絆を求めて』（風響社  557頁. 2003年）の翻訳で Canadian Prime Minister's Award for Publishing （カナダ政府により1988年に創設）を受賞している。また、「ティモシー・スナイダー著『赤い大公――ハプスブルク家と東欧の20世紀』の翻訳等一連の業績」で2014年度「義塾賞」（慶應義塾により1949年に創設）を受賞している。

## 翻訳活動
2009年以降の訳書は主に慶應義塾大学出版会から刊行されている。タナハシ・コーツ著『世界と僕のあいだに』（コーツの初邦訳、原著は全米図書賞受賞作品）、『なぜ書くのか：パレスチナ、セネガル、南部を歩く』、『僕の大統領は黒人だった』、ピーター・ポマランツェフ著 『プーチンのユートピア――21世紀ロシアとプロパガンダ』（ポマランツェフの初邦訳、原著は英国王立文学協会オンダーチェ賞受賞作品）、 ジョーン・ディディオン著『悲しみにある者』（原著は全米図書賞、メディシス賞受賞作品）など多数がある。ゴードン・S・ウッド（ウッドの初邦訳の『ベンジャミン・フランクリン、アメリカ人になる』）、ティモシー・スナイダー（スナイダーの初邦訳の『赤い大公――ハプスブルク家と東欧の20世紀』を一冊目として、『ブラックアース―― ホロコーストの歴史と警告』、『暴政――20世紀の歴史に学ぶ20のレッスン』、『自由なき世界――フェイクデモクラシーと新たなファシズム』、『アメリカの病――パンデミックが暴く自由と連帯の危機』と続けて訳書を刊行している）、マーク・マゾワー（マゾワーの初邦訳とほぼ同時期に『国連と帝国――世界秩序をめぐる攻防の20世紀 』を刊行）、マーシ・ショア（ショアの初邦訳の『ウクライナの夜――革命と侵攻の現代史』）などの重要な歴史学者の著書の翻訳も目立つが、対象は、文学、ノンフィクション、伝記など幅広い分野にまたがっている。タナハシ・コーツ『世界と僕のあいだに』（全米図書賞受賞作品）、カーラ・コルネホ・ヴィラヴィセンシオ『わたしは、不法移民』（全米図書賞ファイナリスト、コルネホ・ヴィラヴィセンシオの初邦訳）、キャシー・パーク・ホン『マイナーな感情』（全米批評家協会賞受賞作品、ピューリッツァー賞ファイナリスト、ホンの初邦訳）でアメリカのレイシズムを扱ったトリロジーとなる。
また、1990年代まで行っていた日系移民と関わりのある翻訳も、ハリー・K・フクハラを扱ったパメラ・ロトナー・サカモト著『黒い雨に撃たれて――二つの祖国を生きた日系人家族の物語』（上下）、ラルフ・カーを扱ったアダム･シュレイガー著『日系人を救った政治家ラルフ・カー――信念のコロラド州知事』、アメリカに帰化した牧師島田重雄の自伝のシゲオ・シマダ著『石が叫ぶだろう―アメリカに渡った日本人牧師の自伝―』などで継続している。

## 翻訳作品
- タナハシ・コーツ『なぜ書くのか：パレスチナ、セネガル、南部を歩く』慶應義塾大学出版会　218頁. 2025年7月
- キャシー・パーク・ホン『マイナーな感情――アジア系アメリカ人のアイデンティティ』慶應義塾大学出版会    248頁. 2024年10月
- カーラ・コルネホ・ヴィラヴィセンシオ『わたしは、不法移民――ヒスパニックのアメリカ』慶應義塾大学出版会　240頁. 2023年6月
- マーシ・ショア『ウクライナの夜――革命と侵攻の現代史』慶應義塾大学出版会　288頁. 2022年6月
- ティモシー・スナイダー『アメリカの病――パンデミックが暴く自由と連帯の危機』慶應義塾大学出版会　160頁. 2021年1月
- タナハシ・コーツ『僕の大統領は黒人だった――バラク・オバマとアメリカの8年』共訳者2名.  慶應義塾大学出版会　上272頁. 下240頁．2020年11月
- パメラ・ロトナー・サカモト『黒い雨に撃たれて――二つの祖国を生きた日系人家族の物語』共訳者1名.　慶應義塾大学出版会　上272頁. 下244頁．2020年7月
- ティモシー・スナイダー 『自由なき世界――フェイクデモクラシーと新たなファシズム』慶應義塾大学出版会　上276頁. 下248頁.  2020年3月
- ピーター・ポマランツェフ『プーチンのユートピア――21世紀ロシアとプロパガンダ』慶應義塾大学出版会　324頁. 2018年4月
- ティモシー・スナイダー『暴政――20世紀の歴史に学ぶ20のレッスン』慶應義塾大学出版会　144頁. 2017年7月
- タナハシ・コーツ『世界と僕のあいだに』慶應義塾大学出版会　192頁. 2017年2月
- ティモシー・スナイダー『ブラックアース―― ホロコーストの歴史と警告』慶應義塾大学出版会　上320頁. 下308頁.　2016年7月
- マーク・マゾワー『国連と帝国――世界秩序をめぐる攻防の20世紀』慶應義塾大学出版会　288頁. 2015年8月
- ティモシー・スナイダー『赤い大公――ハプスブルク家と東欧の20世紀』慶應義塾大学出版会　512頁. 2014年4月
- ジェニー・ウィテリック『ホロコーストを逃れて――ウクライナのレジスタンス』水声社　219頁. 2014年7月
- アダム・シュレイガー『日系人を救った政治家ラルフ・カー――信念のコロラド州知事』水声社　451頁. 2013年7月
- アンソニー・ルイス『敵対する思想の自由――アメリカ最高裁判事と修正第一条の物語』共訳者1名.   慶應義塾大学出版会  272頁. 2012年8月
- ジョーン・ディディオン『さよなら、私のクィンターナ』慶應義塾大学出版会　208頁. 2012年1月
- ジョーン・ディディオン『悲しみにある者』慶應義塾大学出版会　246頁. 2011年9月
- ゴードン・S・ウッド『ベンジャミン・フランクリン、アメリカ人になる』共訳者2名.　慶應義塾大学出版会  370頁. 2010年9月
- エミー・E・ワーナー『ユダヤ人を救え!―デンマークからスウェーデンへ』水声社　268頁. 2010年10月
- ジェームズ・ウォルヴィン『奴隷制を生きた男たち』水声社　333頁. 2010年3月
- シゲオ・シマダ『石が叫ぶだろう―アメリカに渡った日本人牧師の自伝』水声社　328頁. 2009年7月
- ユエンフォン・ウーン『生寡婦 広東からカナダへ、家族の絆を求めて』風響社  557頁. 2003年5月
- ジェフリー・アダチ『タダシの青春』西北出版（絶版）　137頁. 1998年12月
- ジェシカ・サイキ『ハワイ物語ー日系米人作家ジェシカ・サイキ短篇集2ー』共訳者1名.   西北出版（絶版）  196頁. 1998年
- ジェシカ・サイキ『プルメリアの日々ージェシカ・サイキ短篇集 1ー』共訳者1名.　西北出版（絶版）  185頁.  1994年
- ロジャー・W・アクスフォード『リロケーション 日系米人強制収容の証言』西北出版（絶版）   188頁. 1991年
- レ・フー・コア『フランスのベトナム人』(池田年穂編集 ; 池田年穂・藤田衆ら訳)  西北出版 （絶版）  320頁. 1989年
- ブライス・ライアン『シンハリーズ・ヴィレッジ : ペルポラ村のくらし』西北出版（絶版）　214頁. 1988年